# Плейтроника

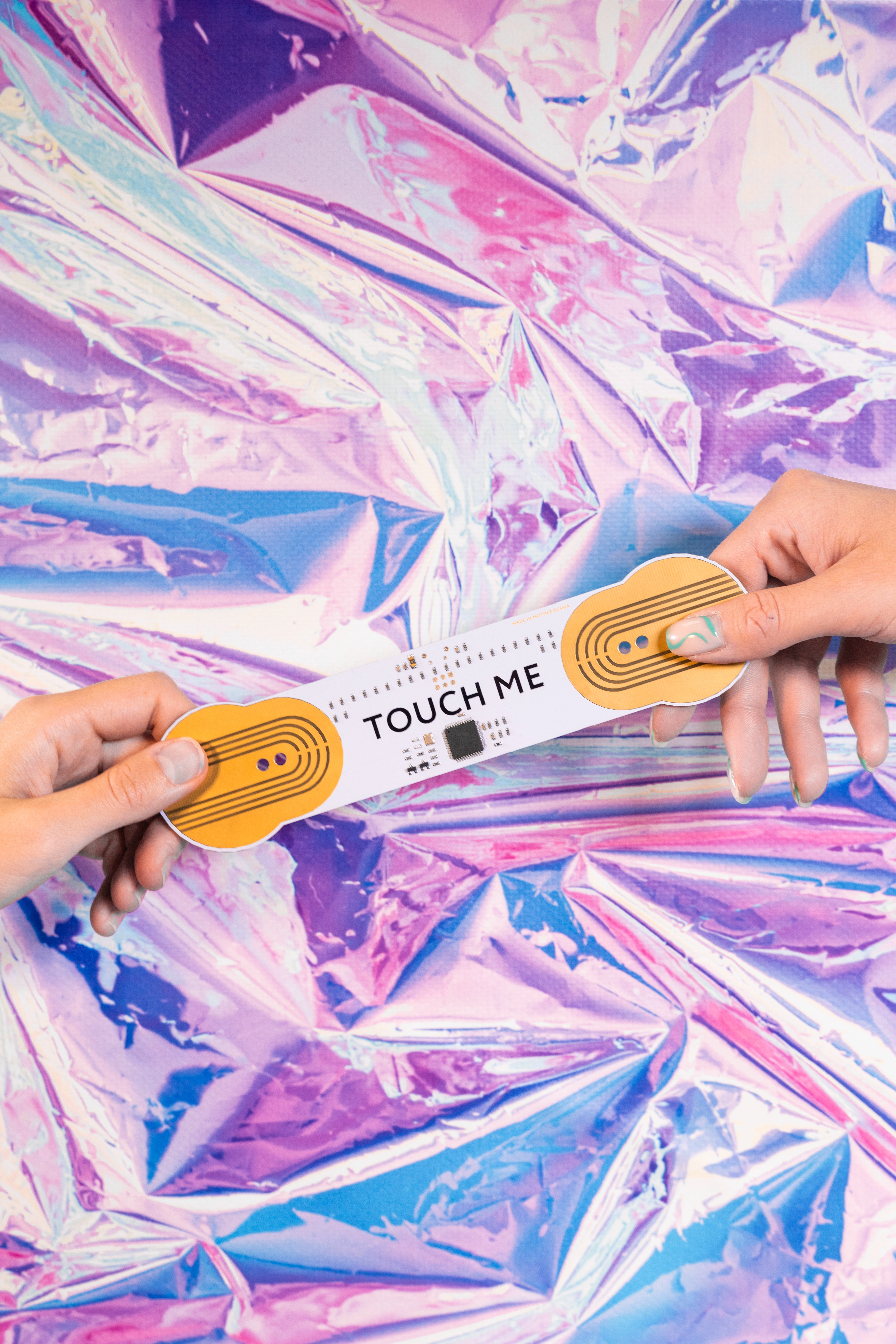

Плейтроника— арт-группа и компания, разработавшая электронные устройства, трансформирующие прикосновения к различным вещам в звуки.

## История
Основателем компании является театральный продюсер Саша Пас из Москвы. Пас интересовался электронной музыкой и решил создать устройство, позволяющее преобразовывать прикосновения в музыку. В Каталонском университете он защитил дипломный проект по школьному музыкальному образованию с применением технологий.
В 2013 году он вернулся в Москву, где на площадке DI Telegraph начал проводить обучающие мероприятия для детей. Позднее он познакомился с диджеем Ольгой Максимовой, которая стала неформальным сооснователем компании и пригласила в проект профессиональных музыкантов, а также Андреем Манирко, придумавшем концепцию реализации Playtronica. Playtronica тогда стала не только проводить мероприятия для детей, но и сформировала коллектив для выступлений, игравший на овощах, фруктах и различных предметах.
Дебют Плейтроники пришёлся на фестиваль в Политехническом музее в рамках детской программы весной 2013 года. Благодаря необычному формату выступлений, где музыканты играли на овощах, у группы появились заказы от рекламных агентств. Так компания участвовала в рекламе H&M, Lush и IKEA и «Перекрёсток». За один концерт коллектив получал 150—300 тысяч рублей. В 2015 году команда выступала на кастинге шоу «У Украины есть талант».
В 2016 году компаньоны собрали 200 тысяч рублей на создание версии платы для массового потребителя. В итоге было разработано устройство Playtron. Весной 2017 года было достигнуто соглашение о продаже устройств через магазины «Республика».
В начале 2018 года было выпущено устройство — Touch Me. Внешний вид устройства разработала дизайнер Аглая Демиденко. Всего за 2017 год компания изготовила 800 устройств, реализовав около 60 % через сайт. В 2018 году было выпущено 1000 устройств.
Весной 2018 года арт-группа участвовала в выставке «Невозможное неизбежно. Идеи, которые меняют мир», состоявшейся в Еврейском музее и центре толерантности.